# 请赐我一双翅膀
《请赐我一双翅膀》（英語：Please Give Me A Pair of Wings），2019年中国民初剧。由鞠婧祎、炎亚纶、米热、韓棟、張予曦领衔主演，优酷视频、爱奇艺、腾讯视频于2019年7月9日首播。

## 播出时间
| 频道     | 所在地 | 播出日期     | 播出时间                | 备注 |
| -------- | ------ | ------------ | ----------------------- | ---- |
| 优酷视频 | 中国   | 2019年7月9日 |                         |      |
| 爱奇艺   | 中国   | 2019年7月9日 | 每週二到週六20點更新2集 |      |
| 腾讯视频 | 中国   | 2019年7月9日 |                         |      |

## 演员列表

### 主要演员
| 演員                    | 角色   | 介紹 | 配音   |
| 鞠婧祎 （童年：葉淑玲） | 林九歌 | 警察局长之養女 關泊君之女是一个思维敏捷，气质文雅的留洋高材生。因父亲被杀，而成为头号怀疑对象被冤入狱。为洗脱自己的冤屈成功越狱并与男主龙天羽等人一同对抗暗黑势力。                                                                  | 徐佳琦 |
| 炎亚纶 （童年：陳家赫） | 龙天羽 | 侦缉队长，局长林敖东的徒弟，对刑侦探案与罪犯追踪有着超乎常人的天赋。九歌是龙天羽抓捕归案的。但当他发现所有证据都是精心排列的谎言时，开始不计代价地调查。 冷立威的親弟弟                                                              | 彭堯   |
| 韩栋 （童年：姜淳亮）   | 冷立威 | 冷家大少爷，冷念之的大哥 冷氏家族的义子，人称冷少。 他表面上是吃闲饭的花花大少，实际上地下交易的每个环节都由他打点，可以说是冷世南的左右手，及必要时的替罪羊。这让他很小就有双看透世事的眼睛，和不轻易吐露真心的个性。龙天羽的親哥哥 | 趙毅   |
| 张予曦                  | 冷念之 | 冷家大小姐，喜欢龙天羽 在监狱工作 因帮忙林九歌越狱遭开除。冷立威妻子 | 李詩萌 |

### 其他演员
| 演員                    | 角色        | 介紹 | 配音   |
| 米热                    | 萧临风/陸放 | 孤儿，赌徒毛九的徒儿。风流倜傥的千面神偷。聪明，幽默，魅力十足。萧临风擅长各类棋牌，粗通多种乐器，是个满腹情趣，出类拔萃的赌徒与骗子。与龙天羽结成了“妙警贼探”组合，在偶尔的互相嫉妒中联手，为九歌洗冤追凶。 | 楊天翔 |
| 朱圣祎 （童年：張萱億） | 龙湘湘      | 时报女记者，龙天羽和冷立威的妹妹。机灵果敢，热情执着。湘湘是个行动上的超人，事业上，不畏困难。爱情上，积极争取。无论在萧临风那儿碰了多少钉子，转身又会热情洋溢地出现。 | 喬詩語 |
| 谢君豪                  | 冷世南      | 名义上的海关提督，实则是势力横跨政界，商界和黑帮的地下黑网头目。一个教父般的存在，一个信奉处世哲学的利己主义者和功利主义者。 | 張震   |
| 王艺曈                  | 青雕        | 监狱一霸。心思歹毒，心狠手辣。青雕是被林傲东亲手抓进牢里的，而且是在她儿子面前戴上的手铐，这让青雕对林傲东恨之入骨。 |        |
| 王艳                    | 凤姐        | 监狱女老大。英气十足，女中豪杰。凤姐是“乾坤武馆”的掌门，在民国时期北方武林中亦是有一号的人物。最初因为行侠仗义时下手过重入狱，进来后迅速成为女人堆里的老大。於第45集 女囚越狱 被槍殺身亡 |        |
| 陶慧敏                  | 玉玲珑      | 监狱女囚，晚清时最有名的女飞贼，人称“千手观音” 喜欢林傲东 却被林傲东亲手抓入监狱 20年重刑犯 | 鄧小鷗 |
| 邱心志                  | 唐德宗      | 圣约翰监狱的典狱长，嘟嘟的父亲，龙天羽的校友。一个理想主义者。为了施展自己的抱负，唐德宗心无旁骛想把所辖监狱管理好，希望通过自己的努力能让监狱发挥最大的社会功效，能让进来的犯人得到教化洗心革面，与此同时，一场蓄谋已久的诡计慢慢笼罩在他身边。於第45集，為阻擋租界警察，進行屠殺女囚，以身阻擋屠殺，導致殉職身亡 | 吳凌雲 |
| 王毅凡                  | 季泽涛      | 华界检控方青年律师,能言善辩,为人傲慢怪癖,很多扑朔迷离的重大案件都是他盖棺定论的。季泽涛非常想利用九歌杀父的案子一战成名,他自己努力寻找证据,想给尽快将九歌定罪,在好友龙天羽的帮助下,找到最终的杀人凶手将其绳之以法,为其职业生涯载入最光辉的一页。                                                                   | 趙震   |
|                         | 沙峰        | 上沽最大的黑帮“沙门”的掌門，在上海早有一幫勢力，心狠手辣，行事作風不按牌理出牌。 |        |
| 寇振海                  | 沙爷        | 上沽最大的黑帮“沙门”的二当家，青皮出身，拳脚了得，心狠手辣。 | 齊克建 |
| 元华                    | 毛九        | 萧临风的师傅，一代赌神，诙谐幽默、乐观通达。年轻时的毛九曾是上海滩风云一时的赌神，后因出老千被砍手退出了江湖，寂寥之年却不想调教出萧临风这么一个好徒儿。 |        |
| 蒋恺                    | 关泊君      | 林九歌生父 年轻时关泊君因“谋杀市长”含冤入狱，之后又因难忍狱中的痛苦绝望，在囚室中悬梁自尽。被林傲东救下，两人由此达成“交易”，关泊君将计就计地假。死，再用林傲东给他的新身份打入犯罪组织卧底 冯道广所杀 |        |
| 修庆                    | 林傲東      | 警察局长，九歌養父，龙天羽的恩师。一个时刻以警察准则要求自己的人，一个将理想作为毕生信仰的人 余大莽所杀 |        |
| 翟璘                    | 大芝麻      | 监狱女囚 越狱时被击毙 | 徐暢繁 |
| 鐘雷 （童年：田寶樂）   | 余大莽      | 受人指使杀了林傲东 并顺水推舟的嫁祸给林九歌 |        |
| 王鑫                    | 馮道廣      | 警察局长 是冷家安插在警察局的卧底 在法庭上杀了关泊君 最後開槍自殺。 |        |
| 鄧鬱立                  | 毛鳳/安娜   | 毛九的女兒，蕭臨風的師妹，後遇到蒙初，蒙初知道她被仇家盯上，安排毛鳳偽裝成他的未婚妻，改名安娜。 |        |
| 趙越                    | 冷蒙初      | 冷家少爺，冷立威和冷念之的弟弟。原林九歌的未婚夫，後成為安娜的未婚夫。 |        |
| 尹淇                    | 小白菜      | 瘦小、柔弱、膽子很小，總是被人欺負 在越狱时被击毙 | 蔡娜   |
| 申非凡                  | 吳三石      | 警察。原為龍天羽最信任的同事，後被發現是冷家安插在警察局的臥底。最後救了湘湘 |        |
| 趙家林                  | 看守長      | 冷家安插在監獄的臥底 |        |
| 杜建橋                  | 苗老爺子    | 鳳姐的義父。乾坤武館掌門人。 |        |
| 林若惜                  | 月月        | |        |
| 楊晨睿                  | 青雕兒子    | 親眼看到媽媽被戴上的手銬。 |        |

## 电视原声带
| 曲序 | 曲目                   |        | 作曲   | 编曲   | 演唱   |
| ---- | ---------------------- | ------ | ------ | ------ | ------ |
| 1.   | 《我要飛翔》（片頭曲） | 劉晨野 | 羅錕   | 李貴華 | 炎亞綸 |
| 2.   | 《一雙翅膀》（片尾曲） | 劉晨野 | 劉晨野 | 劉晨野 | 鞠婧祎 |
| 3.   | 《在你身邊》（插曲）   | 青修   | 阿鯤   | 王強   | 胡莎莎 |

## 外部連結
- 《请赐我一双翅膀》的新浪微博